# Sudáfrica en los Juegos Olímpicos de Turín 2006
Sudáfrica estuvo representada en los Juegos Olímpicos de Turín 2006 por un total de 3 deportistas que compitieron en 3 deportes.  
El portador de la bandera en la ceremonia de apertura fue el esquiador alpino Alex Heath. El equipo olímpico sudafricano no obtuvo ninguna medalla en estos Juegos.